# Ноу-Ромин
Ноу-Ромин (рум. Nou Român) — село у повіті Сібіу в Румунії. Входить до складу комуни Арпашу-де-Жос.
Село розташоване на відстані 193 км на північний захід від Бухареста, 33 км на схід від Сібіу, 131 км на південний схід від Клуж-Напоки, 81 км на захід від Брашова.

## Населення
За даними перепису населення 2002 року у селі проживала 391 особа.
Національний склад населення села:
| Національність | Кількість осіб | Відсоток |
| -------------- | -------------- | -------- |
| румуни         | 354            | 90,5%    |
| угорці         | 37             | 9,5%     |

Рідною мовою назвали:
| Мова      | Кількість осіб | Відсоток |
| --------- | -------------- | -------- |
| румунська | 355            | 90,8%    |
| угорська  | 36             | 9,2%     |